# 蔡斯墓穴

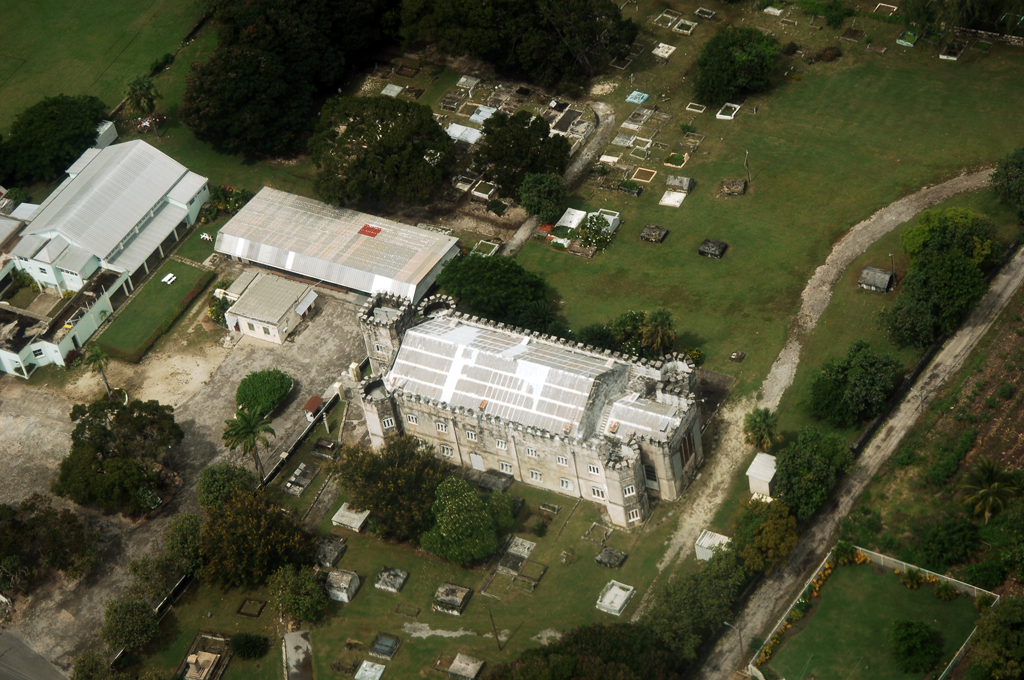
Christ Church Parish Church

蔡斯墓穴是位于巴巴多斯岛的奥斯汀湾的克赖斯特彻奇教堂公墓的一处墓穴，是著名的“巴巴多斯移动棺材”之传说的起源地。这个传说称在19世纪上半，每当蔡斯家族的成员下葬时，打开封闭的墓门都发现铅棺移动了位置，这个故事是否是事实仍难验证，批评者称之为“值得怀疑的”。

## 故事
最早该故事是在1833年出版的詹姆斯-爱德华-亚历山大的 跨大西洋素描中出现的，根据亚历山大的说法，1807年戈达德夫人第一次下葬，次年是玛丽·安娜·蔡斯，1812年是多卡斯·蔡斯。1812年末当打开墓门安葬托马斯·蔡斯时，先下葬的女性们的棺材一片混乱，很明显是被抛离了原先的位置。亚历山大还写道再次开门安葬一名婴儿时，四具铅棺，非常沉重的棺材又被弄得乱七八糟。1816年和1819年再开启时又发生了异象：
|  | 每一次开启墓门之后棺材都被放回原处，也就是说，三个并成一排剩下一个压在它们上面。墓门被严格地封好，墓门石需要六到七个人移动，它被石匠封上泥。而尽管地面是沙子的却没有脚印和水印，最后一次开启是在1819年，康博米尔勋爵也在场，那些棺材被很乱地扔弃在墓穴里，有的正放着有的倒过来。什么原因造成了这种现象？这个岛上其他的墓穴都没发生过这种事。是地震还是墓里的洪水？ |

之后还有一些版本流传，有的在1844年和1860年出版。

## 起源
据杰洛姆-克拉克的说法，这则故事来自于彻奇教堂教区长Thomas H. Orderson讲述的轶闻，他在讲述时的细节"前后矛盾"，没有两个版本是完全相同的，克拉克说这个故事被亚历山大1833年的 跨大西洋素描所重复，同一年又出现在Reuben Percy的文学娱乐教育之镜中的“轶闻画廊”一章中。
克拉克还说大部分流传的故事最后都追溯到了Orderson的口述，民间传说学家安德鲁-朗在1907年12月的文章中列举了Orderson的不同的口述版本，该文登在 民间传说学会志上。在查阅了巴巴多斯岛的相关文档求证后，朗说找不到任何证据说明它们发生过，不管是彻奇教堂的埋葬纪录还是在当时的巴巴多斯报纸上，除了一个叫Nathan Lucas的人的一份“未发表的第一手记述”。他说他在1820年4月开启墓门时在场。

## 外连
- The Haunted Vault
- Mysterious Moving Coffins